# Murau
Murau es el municipio capital del Distrito de Murau, en Estiria. Se encuentra ubicado en el estrecho de la parte alta del río Mura, a poco más de 800 metros sobre el nivel del mar.

## Historia
La zona de Murau fue habitada desde la Edad de Bronce, así lo testimonian un hacha plana y una daga de mano que se encuentran en el museo de Graz. En épocas del Imperio Romano, la zona pertenecía a la provincia de Noricum y la cruzaba la calle de Ad Pontem (Scheifling).
Poco a poco los eslavos fueron emigrando a la zona, y aún se conservan ciertos nombres como «in der Gössen», «Planitzen» o «Laßnitzbach oder Schlatting» (Schlatting proviene del eslavo «Zlating» que alude a una cascada). La colonización de los bávaros en el siglo IX produjo la construcción alpina de iglesias.
Con el reino alemán, se la llama «Murowe» en documentos del año 1250, situándolo entre los distritos de Carintia y Estiria. El constructor del castillo y fundador de la ciudad es el famoso trovador Ulrich von Liechtenstein, cuya familia era propietaria de otros castillos. Ulrich fue quién escribió dos libros que detallan la vida en la Edad Media: «Frauendienst» y «Frauenbuch».
La familia Liechtenstein sería por siglos el seno de funcionarios de los ministerios más influyentes de Estiria, luego de la unión de dos ducados su influencia se expandiría a toda Austria. En 1256, Ulrich concede el privilegio de la minería a la ciudad y en 1461 la familia se trasladaría con la corte al distrito de Murau.
Murau no pudo escapar a las guerras napoleónicas, en 1797 Napoleón llegó con unos 14 mil franceses que intentaban cruzar por Radstädter Tauernpass pese a que dieron la vuelta llegaron a saquear la ciudad y fueron expulsados por la población. Entre 1809 y 1810 los franceses estaban nuevamente en el valle del Mura y se dice que un guardia que se quedó en Cracovia fue quién iniciaría la guardia protectora de la ciudad.

## Turismo
La oferta turística de la ciudad de Murau es variada: los bosques de Anna Neumanns, una cascada en Schlattingbach, una clara agua potable que se utiliza en la fabricación de la cerveza, el arroyo Raten que tiene una corriente contraria al río Mura y su confluencia, un castillo renacentista, tres plazas medievales y cinco iglesias que se encuentran en cercanías unas de otras.